# Équipe d'Angleterre de football au Championnat d'Europe 2000
L'Équipe d'Angleterre de football est éliminée lors du premier tour de l'Euro 2000.

## Effectif
| Numéro / Nom       | Numéro / Nom     | Équipe            | Date de naissance | J.              | Buts            |                 |                 |                 |
| Gardiens de but    | Gardiens de but  | Gardiens de but   | Gardiens de but   | Gardiens de but | Gardiens de but | Gardiens de but | Gardiens de but | Gardiens de but |
| ------------------ | ---------------- | ----------------- | ----------------- | --------------- | --------------- | --------------- | --------------- | --------------- |
| 1                  | David Seaman     | Arsenal           | 19 septembre 1963 | 2               | 0               | 0               | 0               | 0               |
| 13                 | Nigel Martyn     | Leeds United      | 11 août 1966      | 1               | 0               | 0               | 0               | 0               |
| 22                 | Richard Wright   | Ipswich Town      | 5 novembre 1977   | 0               | 0               | 0               | 0               | 0               |
| Défenseurs         |                  |                   |                   |                 |                 |                 |                 |                 |
| 2                  | G. Neville       | Manchester United | 18 février 1975   | 3               | 0               | 0               | 0               | 0               |
| 3                  | P. Neville       | Manchester United | 21 janvier 1977   | 3               | 0               | 0               | 0               | 0               |
| 4                  | Sol Campbell     | Tottenham         | 18 septembre 1974 | 3               | 0               | 0               | 0               | 0               |
| 5                  | Tony Adams       | Arsenal           | 10 octobre 1966   | 1               | 0               | 0               | 0               | 0               |
| 6                  | Martin Keown     | Arsenal           | 24 juillet 1966   | 3               | 0               | 0               | 0               | 0               |
| 12                 | Gareth Southgate | Aston Villa       | 3 septembre 1970  | 1               | 0               | 0               | 0               | 0               |
| Milieux de terrain |                  |                   |                   |                 |                 |                 |                 |                 |
| 7                  | David Beckham    | Manchester United | 2 mai 1975        | 3               | 0               | 1               | 0               | 0               |
| 8                  | Paul Scholes     | Manchester United | 16 novembre 1974  | 3               | 1               | 0               | 0               | 0               |
| 11                 | Steve McManaman  | Real Madrid       | 11 janvier 1972   | 1               | 1               | 0               | 0               | 0               |
| 14                 | Paul Ince        | Middlesbrough     | 21 octobre 1967   | 3               | 0               | 0               | 0               | 0               |
| 15                 | Gareth Barry     | Aston Villa       | 23 février 1981   | 0               | 0               | 0               | 0               | 0               |
| 16                 | Steven Gerrard   | Liverpool FC      | 30 mai 1980       | 1               | 0               | 0               | 0               | 0               |
| 17                 | Dennis Wise      | Chelsea           | 16 décembre 1966  | 3               | 0               | 0               | 0               | 0               |
| 18                 | Nick Barmby      | Everton           | 11 février 1974   | 2               | 0               | 0               | 0               | 0               |
| Attaquants         |                  |                   |                   |                 |                 |                 |                 |                 |
| 9                  | Alan Shearer     | Newcastle United  | 13 août 1970      | 3               | 2               | 1               | 0               | 0               |
| 10                 | Michael Owen     | Liverpool FC      | 14 décembre 1979  | 3               | 1               | 0               | 0               | 0               |
| 19                 | Emile Heskey     | Liverpool FC      | 11 janvier 1978   | 2               | 0               | 0               | 0               | 0               |
| 20                 | Kevin Phillips   | Sunderland        | 25 juillet 1973   | 0               | 0               | 0               | 0               | 0               |
| 21                 | Robbie Fowler    | Liverpool FC      | 9 avril 1975      | 0               | 0               | 0               | 0               | 0               |
| Sélectionneur      |                  |                   |                   |                 |                 |                 |                 |                 |
|                    | Kevin Keegan     |                   | 14 février 1951   |                 |                 |                 |                 |                 |
| Réserve            |                  |                   |                   |                 |                 |                 |                 |                 |
|                    | David James      | Aston Villa       | 1er août 1970     |                 |                 |                 |                 |                 |
|                    | Rio Ferdinand    | West Ham          | 7 novembre 1978   |                 |                 |                 |                 |                 |
|                    | Ray Parlour      | Arsenal           | 7 mars 1973       |                 |                 |                 |                 |                 |
|                    | Jamie Redknapp   | Liverpool FC      | 25 juin 1973      |                 |                 |                 |                 |                 |
|                    | Kieron Dyer      | Newcastle United  | 29 décembre 1978  |                 |                 |                 |                 |                 |
| Blessés            |                  |                   |                   |                 |                 |                 |                 |                 |
|                    | Stuart Pearce    | West Ham United   | 24 avril 1962     |                 |                 |                 |                 |                 |
|                    | Graeme Le Saux   | Chelsea           | 17 octobre 1968   |                 |                 |                 |                 |                 |
|                    | David Batty      | Leeds United      | 2 décembre 1968   |                 |                 |                 |                 |                 |
|                    | Darren Anderton  | Tottenham Hotspur | 3 mars 1972       |                 |                 |                 |                 |                 |
|                    | Jason Wilcox     | Leeds United      | 15 juillet 1971   |                 |                 |                 |                 |                 |
|                    | Andy Cole        | Manchester United | 15 octobre 1971   |                 |                 |                 |                 |                 |

## Staff

### Sélectionneur
- Kevin Keegan

### Entraîneurs adjoints
- Peter Beardsley, entraîneur adjoint
- Arthur Cox, coach
- Derek Fazackerley, assistant
- Ray Clemence, entraîneur des gardiens